# Фрідріх II (герцог Саксен-Гота-Альтенбурзький)
Фрідріх II (нім. Friedrich II.), ( 28 липня 1676 — 23 березня 1732) — герцог Саксен-Гота-Альтенбургу у 1691—1732 роках. Син попереднього герцога Саксен-Гота-Альтенбургу Фрідріха I та принцеси Саксен-Вайссенфельської Магдалени Сибілли. До грудня 1693 року правив під регентством герцога Саксен-Майнінгену Бернхарда I та герцога Саксен-Рьомгільду Генріха.

## Біографія
Народився 28 липня 1676 року у замку Фріденштайн у Готі. Був п'ятою дитиною та старшим сином в родині герцога Саксен-Готи та Альтенбургу Фрідріха I та його дружини Магдалени Сибілли Саксен-Вайссенфельської. Мав старших сестер Анну Софію, Доротею Марію та Фредеріку. Ще одна сестра померла в ранньому віці до його появи на світ. Згодом сімейство поповнилося трьома молодшими дітьми, з яких вижили син Йоганн Вільгельм і донька Йоганна.
Батько правив країною разом із шістьома братами, але вже вів переговори щодо поділу земель. Остаточна домовленість була досягнута у 1680 році і 24 лютого підписаний договір щодо подальшого володарювання. Надалі Фрідріх I очолював створене герцогство Саксен-Гота-Альтенбург. У 1685 році він увів прімогенітуру, і Фрідріх став спадкоємним принцом. 

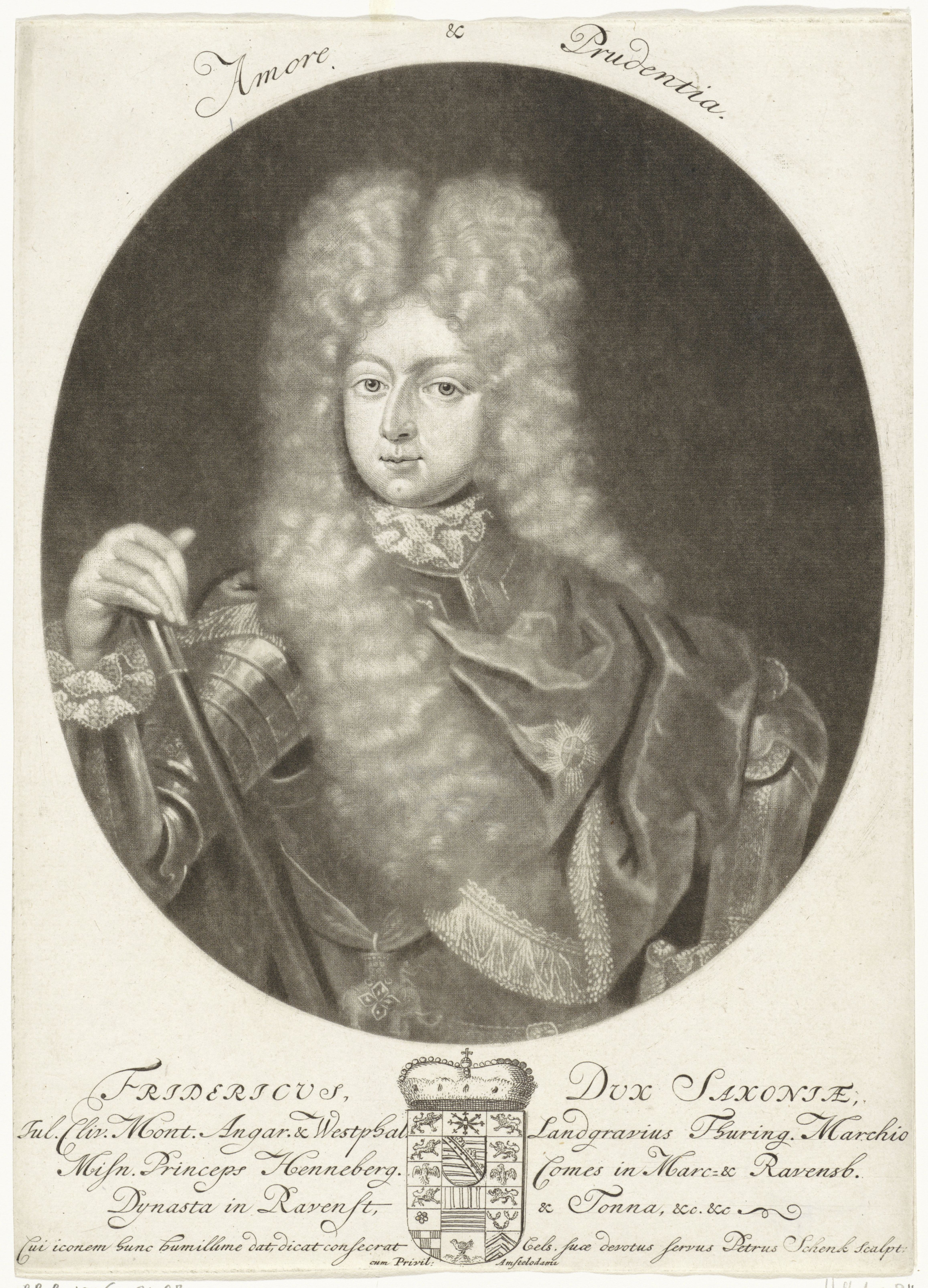
Фрідріх II у молодому віці на гравюрі Петера Шенка-старшого

Батько пішов з життя 12 серпня 1691 року. Фрідріх, який ще був неповнолітнім, перший час правив під регентством дядьків — Бернхарда Саксен-Майнінгенського та Генріха Саксен-Рьомгільдського. Молодшими опікунами ними були призначені канцлер Йоганн Фрідріх Бахофф фон Ехт, президент консисторії Магнус Саул і таємний радник Йоганн Йобст Гартманн Фішер.
Отримав добру освіту, яку завершив спільним із братом турне до Голландії та Англії з вересня 1692 по серпень 1693 років. По поверненні імператор проголосив його повнолітнім і здатним до управління. У 1696 році Фрідріх одружився зі своєю кузиною Магдаленою Августою Ангальт-Цербстською, яка народила йому численних нащадків.
Став типовим правителем епохи бароко. Як і батько, був прихильником французьких манер і моди, полюбляв розкіш та пишноту, за допомогою яких прагнув підвищити свій авторитет правителя. Намагався отримати зиск від своєї численної армії, здаючи солдат в оренду іншим володарям, оскільки її утримання вимагало чимало коштів. Це обернулося для нього значними проблемами, коли він 1701 року надав своє військо французькому королю Людовику XIV, яке той повернув проти імператора Леопольда I в ході війни за іспанську спадщину. Фрідріху насилу вдалося уникнути конфіскації земель шляхом договору з королем Пруссії, союзником імператора, про здачу військ від 23 травня 1702 року.

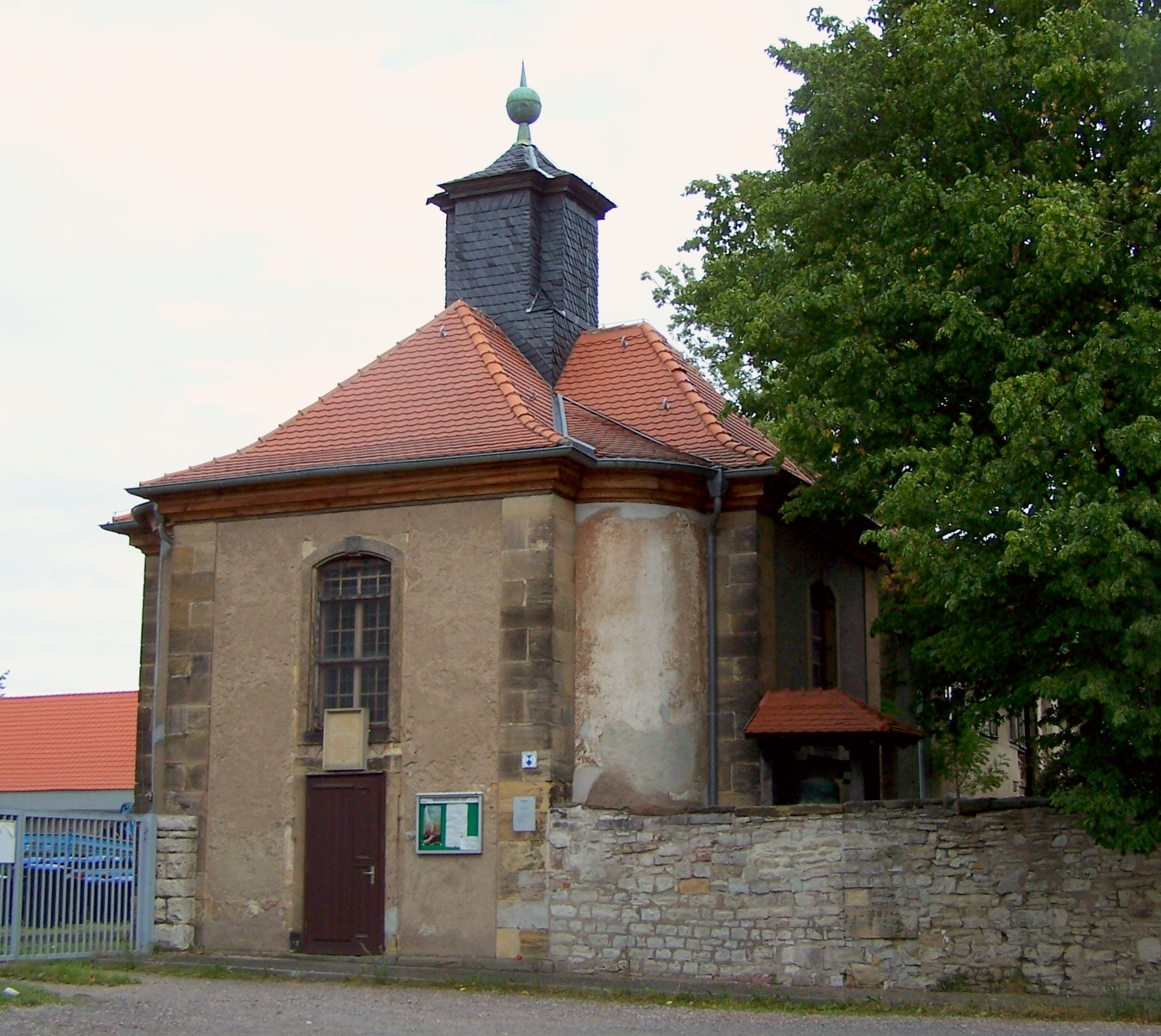
Фрідріхскірхе 1715 року

Продовжував в країні внутрішню політику своїх попередників. Були проведені вдосконалення церковної та шкільної систем, розглянуті недоліки судочинства та поліцейської справи. Фрідріх заснував у Готі притулок для сиріт, запланований ще його дідом Ернстом Благочесним, а у 1726 році створив в'язницю та божевільню в Калі. У 1705 році відкрив школу-інтернат для шляхетних дівчат, названу на честь його дружини Magdalenenstift. Ансамбль її будівель поступово розширювався. У 1715 році, на знак подяки за одужання від хвороби, заснував євангелічну церкву у Готі. Перший камінь до її фундаменту був закладений 19 липня, а у грудні вже відбулося освячення будівлі. У 1716—1719 роках була значно перебудована готська Лікарня Марії Магдалени.

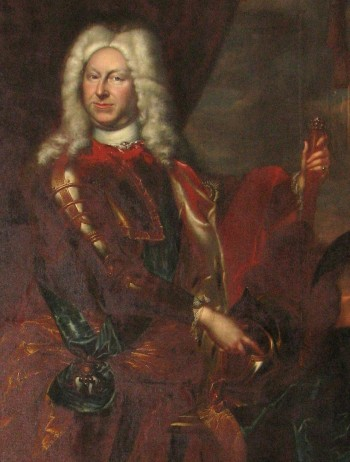
Портрет пензля Крістіана Шілбаха

До 1697 року тривало оновлення інтер'єрів замку Фріденштайн, почате ще у 1686 році. Також була перебудована замкова церква. По завершенні робіт палац став найблискучіою резиденцією всієї Тюрингії. У західній башті ще з часів попереднього правителя розміщувався театр Екгоф. У 1708–1711 роках Фрідріх II звів літній палац на сході від Фріденштейну. Трикрилий комплекс у бароковому стилі, на зразок Версальського палацу, отримав назву «Фрідріхшталь» на честь герцога. Зі східного боку палацу розбили сад з численними статуями, водоймами та гротом. За 100 000 талерів особистих коштів Фрідріх викупив знамениту нумізматичну колекцію Антона Ґюнтера Шварцбург-Арнштадтського, яка лягла в основу монетного кабінету, що досі знаходиться у палаці Фріденштайн. У нього ж він придбав колекцію «коштовностей, рідкостей та раритетів» за 6 000 талерів. Також викупив важливу колекцію мінералів у Шонберга за 15 000 талерів і кілька колекцій книжок для бібліотеки. Від 1719 року придворним капельмайстром служив Ґотфрід Гайнріх Штельцель.
За часів правління Фрідріха II територія герцогства дещо збільшилася за рахунок земель Саксен-Айзенбергу, які відійшли йому у 1707 році після смерті дядька Крістіана, а також частини Саксен-Рьомгільду після смерті герцога Генріха у 1710 році. Втім, суперечки з іншими представниками Ернестинів щодо успадкування тривали до остаточного рішення імператора, винесеного у 1725 році.
Герцог з великою відданістю дотримувався лютеранського вчення та подавав гарний приклад своїм підданим, старанно відвідуючи церковні служби.
Помер 23 березня 1732 року в Альтенбурзі. Був похований у князівській крипті замкової церкви Фріденштайну у Готі.

## Родина

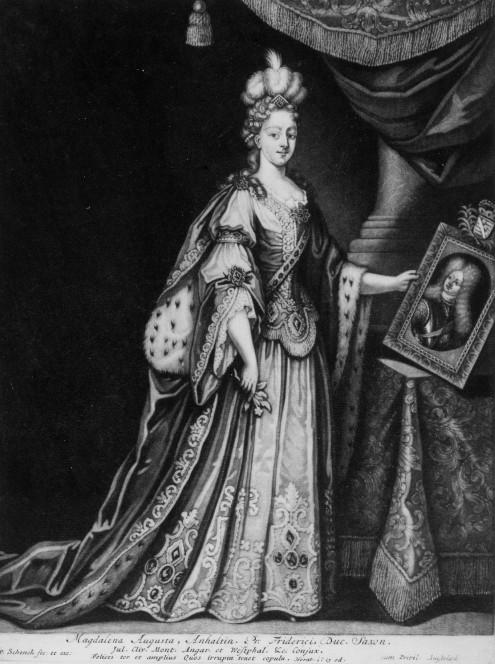
Магдалена Августа, гравюра невідомого майстра

Дружина — Магдалена Августа Ангальт-Цербстська, пережила чоловіка на кілька років.
Діти:
- Софія (1697—1703) — прожила 6 років;
- Фрідріх (1699—1772) — наступний герцог Саксен-Гота-Альтенбургу у 1732—1772 роках, був одружений з  Луїзою Доротеєю Саксен-Майнінгенською, мав шестеро дітей;
- Вільгельм (1701—1771) — імперський фельдцейхмейстер, був одружений з Анною Шлезвіг-Гольштейн-Готторпською, дітей не мав;
- Карл Фрідріх (1702—1703) — прожив 1 рік;
- Йоганн Август (1704—1767) — імперський рейхсмаршал, був одружений із Луїзою Ройсс цу Шляйц, мав двох доньок;
- Крістіан (27 лютого—5 березня 1705) — прожив 1 тиждень;
- Крістіан Вільгельм (1706—1748) — був одружений із Луїзою Ройсс цу Шляйц, помер бездітним;
- Людвіг Ернст (1707—1763) — генерал-лейтенант, одружений не був, дітей не мав;
- Емануель (1709—1710) — прожив півтора роки;
- Моріц (1711—1777) — регент Саксен-Ейзенаху, генерал-лейтенант, одружений не був, дітей не мав;
- Софія (серпень—12 листопада 1712) — прожила 3 місяці;
- Карл (1714—1715) — прожив 1 рік;
- Фредеріка (1715—1775) — дружина герцога Саксен-Вайссенфельського Йоганна Адольфа II, мала п'ятеро дітей;
- Магдалена Сибілла (15 серпня—9 листопада 1718) — прожила 3 місяці;
- Августа (1719—1772) — дружина спадкоємця британського престолу Фредеріка Льюїса, мала дев'ятеро дітей;
- Йоганн Адольф (1721—1799) — генерал-лейтенант саксонського війська, був морганатично одруженим з Марією Максиміліаною Єлизаветою Шауер, мав двох синів і доньку.[11]